# Oxytate striatipes
Oxytate striatipes là một loài nhện trong họ Thomisidae.
Loài này thuộc chi Oxytate. Oxytate striatipes được Ludwig Carl Christian Koch miêu tả năm 1878.

## Hình ảnh

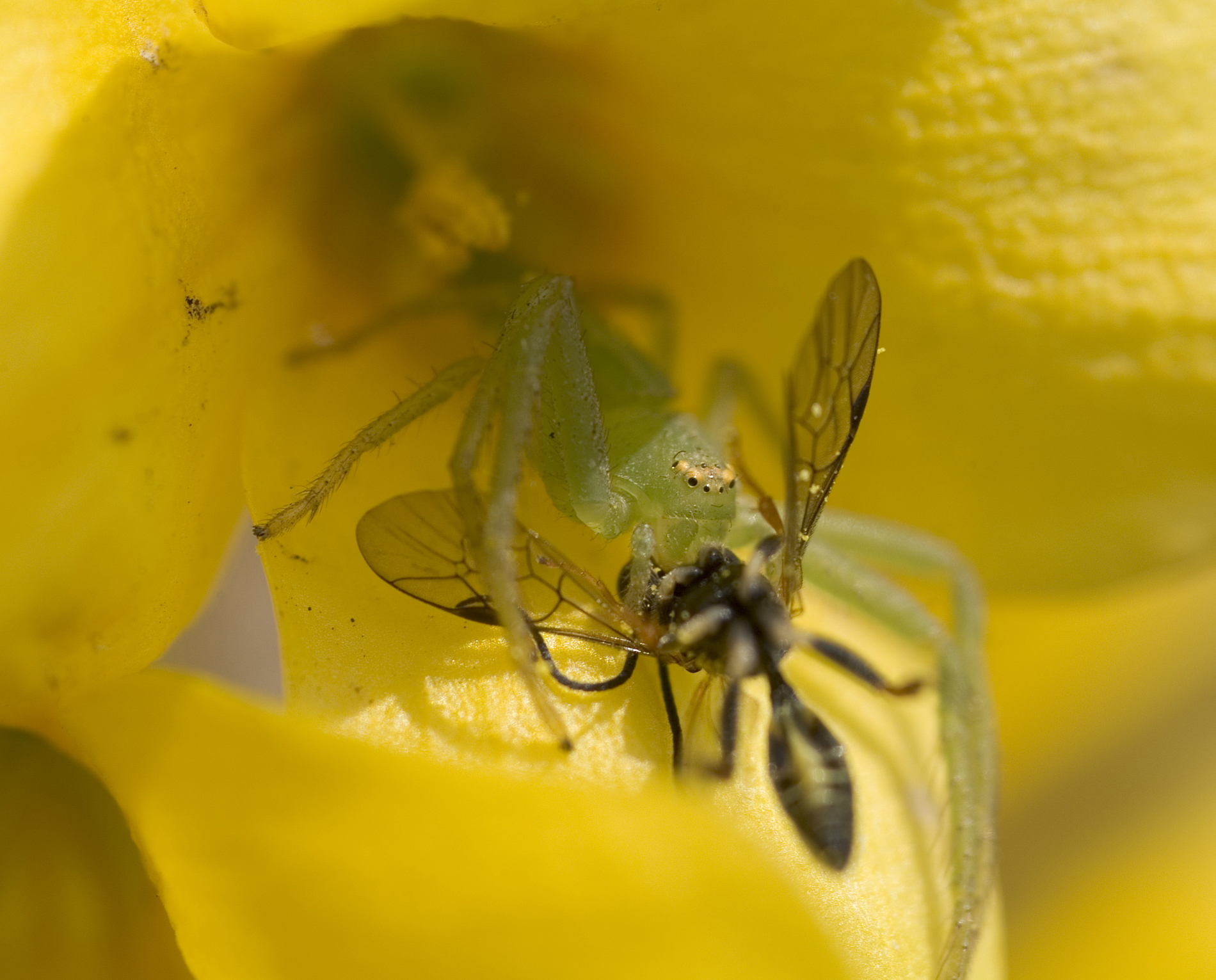
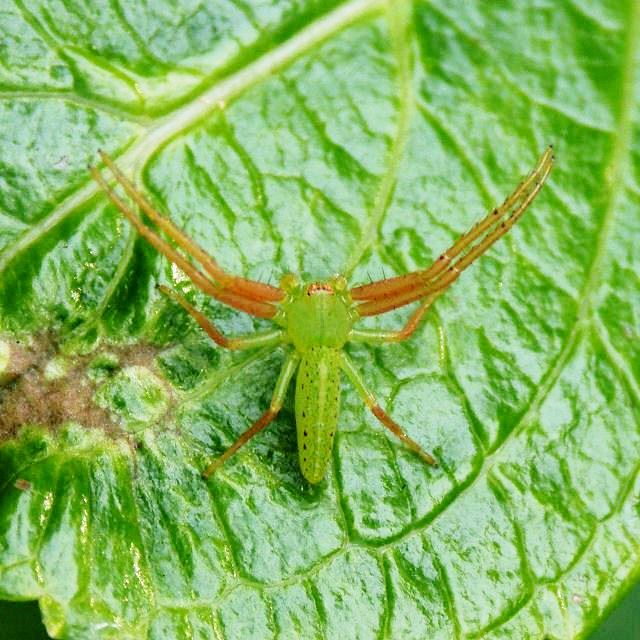